# Route P128 (Lettonie)
Pour les articles homonymes, voir P128.
La route P128 (Autoceļš P128) est une  route régionale de Lettonie reliant Jūrmala à Talsi.
Elle a une longueur de 73,9 km.

## Présentation
La route P128 Sloka-Talsi est une route régionale qui relie la partie ouest de Jūrmala (l'ancienne ville de Sloka) en traversant les villages de pêcheurs côtiers du golfe de Riga et en contournant Talsi.
La route traverse les novads de Tukums et de Talsi.